# Barrage d'Apa
Le barrage d'Apa (en turc Apa barajı) est un barrage en Turquie.

## Sources
- (en) www.dsi.gov.tr/tricold/apa.htm Site de l'agence gouvernementale turque des travaux hydrauliques